# Gemeindezentrum Mümmelmannsberg

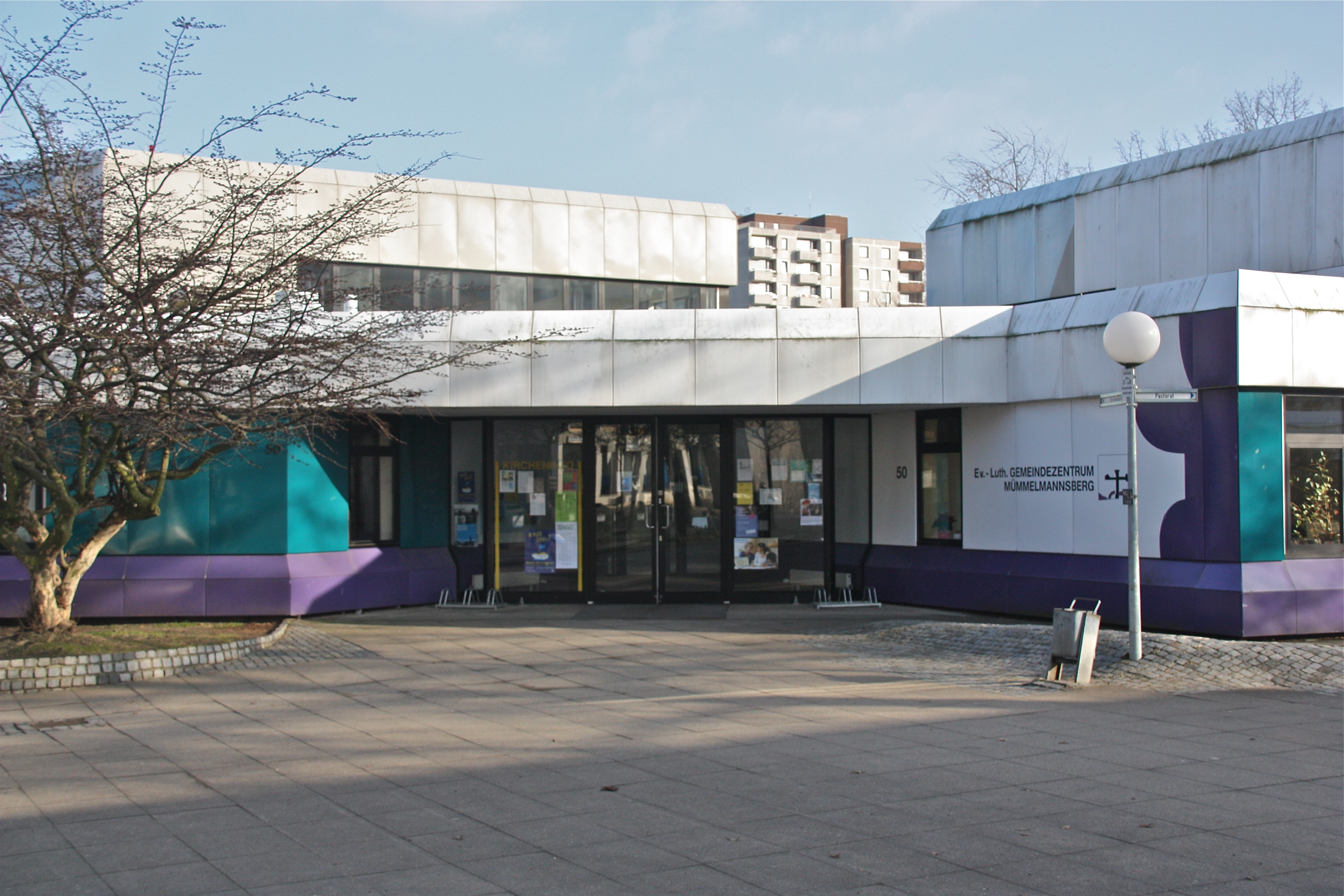
Eingangsbereich

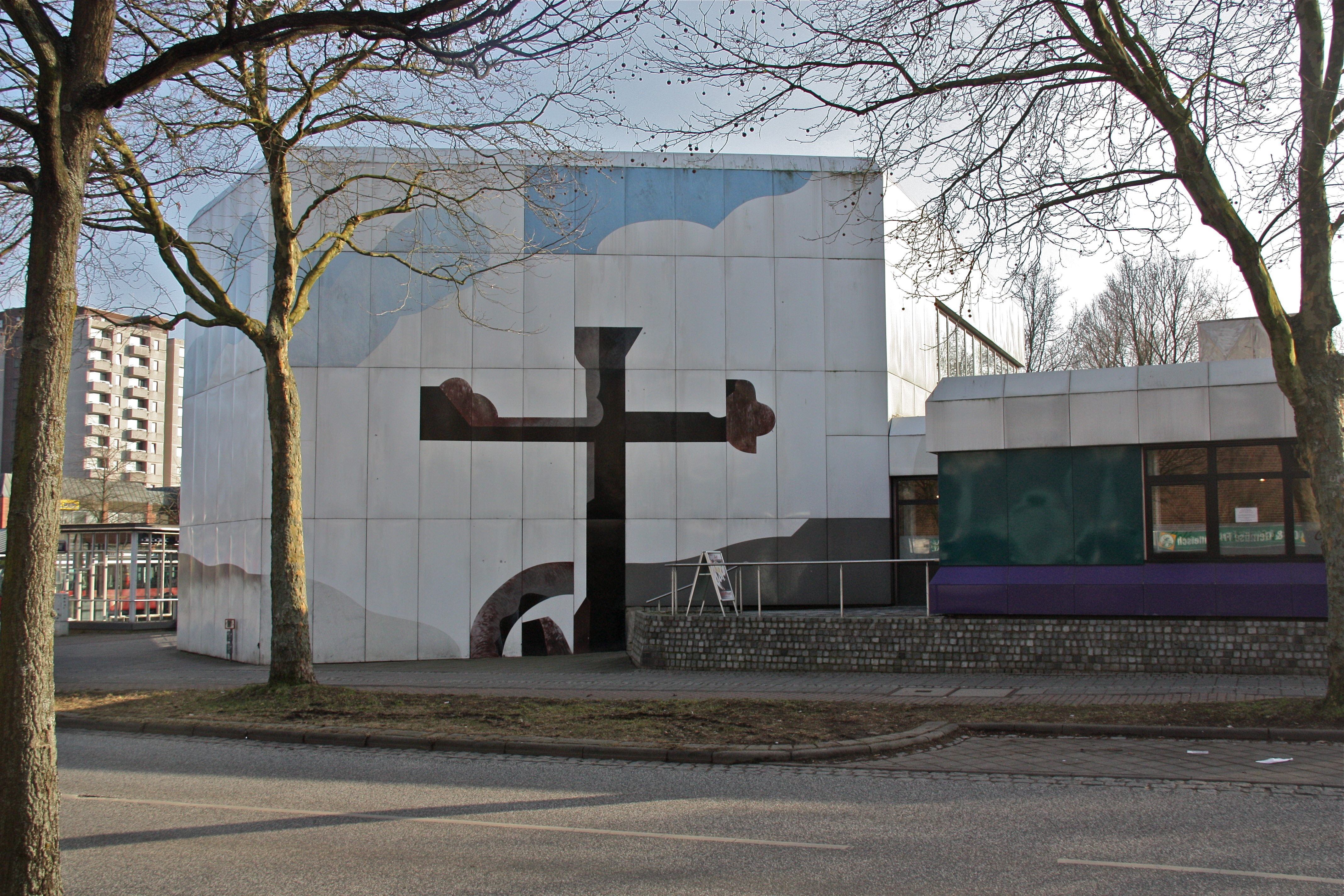
Gebäudefront zum Havighorster Redder

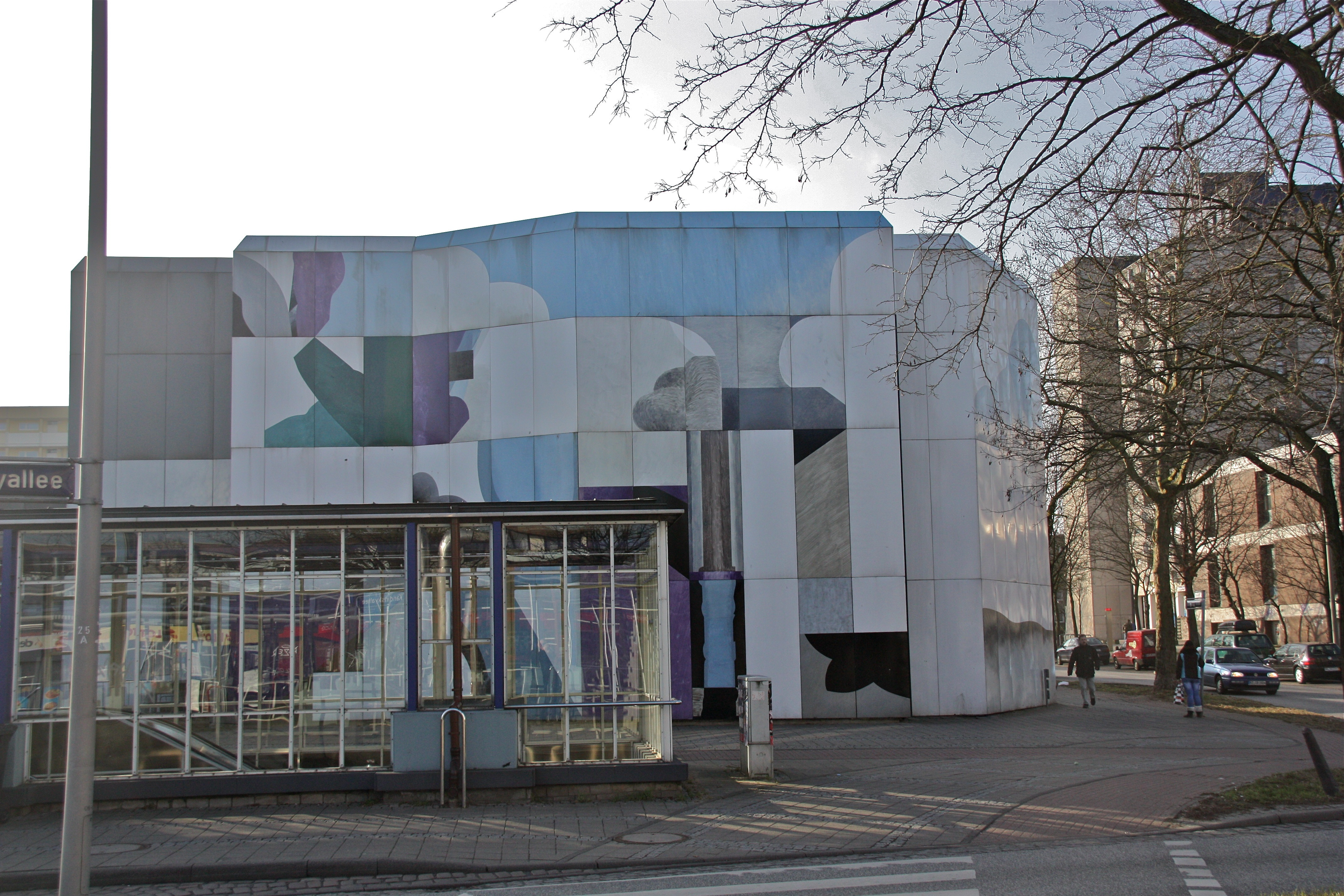
Gebäudefront zur Kandinskyallee mit Eingang zur U-Bahn

Das evangelisch-lutherische Gemeindezentrum Mümmelmannsberg liegt im Zentrum der Hamburger Großwohnsiedlung Mümmelmannsberg im Stadtteil Billstedt direkt an der Kandinskyallee. Es ist ein Beispiel für die Richtung des Kirchenbaus in den 1970er-Jahren, als weniger Wert auf konventionelle Sakralbauten gelegt, sondern das Konzept multifunktionaler Gemeinderäume verfolgt wurde.

## Bau und Geschichte
Den Wettbewerb um den Bauplan gewann 1973 der Entwurf der Architekten Grundmann, Rehder und Zeuner, der von 1974 bis 1976 umgesetzt wurde. Am 15. August 1976 konnte der fertige Bau eingeweiht werden. Er besteht aus zwei durch einen länglichen Platz getrennten Baukörpern. Der kleinere, westliche beinhaltet das Pastorat, Wohnungen und ein Gästeappartement. Der größere im Osten zeigt stark differenzierte Höhen und Formen, bleibt aber in der Höhe gegen die umgebende Wohnbebauung deutlich zurück. In ihm sind die Funktionsbereiche Kirchensaal, Jugendräume, Kindergarten, Altentagesstätte und Gemeinderäume zusammengefasst. Nur der Kindergarten hat einen gesonderten Eingang, alle anderen Bereiche werden über ein zentrales Eingangsfoyer mit zwei Ebenen miteinander verbunden.
Auf den ersten Blick könnte der Komplex auch eine Schule, ein Hallenbad oder ein Kongresszentrum sein, denn es gibt von außen kaum Anklänge an klassische Sakralarchitektur. Ein für christliche Kirchen üblicherweise als typisch empfundener Turm fehlt ebenso wie Kirchenglocken. Die Außenwirkung beruht vor allem auf der unkonventionellen Fassadengestaltung durch den Bildhauer Hans Kock. Die Verkleidung mit farbig emaillierten Platten hebt das Gebäude deutlich von den zweckmäßigen Wohngebäuden der Umgebung ab. Die farbenstarken und stilisierten Formen verwenden sowohl Motive aus der religiösen Bildwelt wie das Kreuz am Havighorster Redder, als auch solche aus der alltäglichen Bildwelt wie die häufig wiederholte Wolkenform.
Die Planung und Ausführung des Gebäudes gilt „als Beispiel künstlerisch anspruchsvoller Gestaltungsabsichten“.

## Innenausstattung
Für das gesamte Gebäude war bereits von Beginn des Wettbewerbs an eine möglichst vielfältige und flexible Nutzung gefordert worden. Dies wird durch Wandelemente gewährleistet, die sich je nach Bedarf entfernen lassen.
Auch die Innenausstattung ist von Werken Hans Kocks bestimmt. Von ihm stammen die in Aluminium gegossenen liturgischen Hauptstücke Altar, Taufe und Kanzelpult sowie die Betonreliefs und Holzverkleidungen im Gottesdienstraum. Vor allem der Gottesdienstraum greift die Motive der Außengestaltung wieder auf. Farbige, organisch wirkende Formen staffeln sich zum Altarbereich. Dieser wird durch die Lichtführung und durch eine seitliche Empore mit Sichtbetonrelief hervorgehoben. Eine üblicherweise in Gottesdiensträumen vorhandene Orgel gibt es im Gebäude nicht. Die Wände sind durch Sichtbetonlisenen gegliedert, die Kock mit unterschiedlichen Sockeln versah.
Die Hauptstücke sind nicht im Boden verankert und lassen sich genauso leicht verändern wie die flexible Bestuhlung. Der Altar wirkt leicht und filigran, Hans Kock wollte ihn durch diese Art der Gestaltung bewusst von den traditionellen Altarblöcken abheben. Ein vorgesehenes großes Kruzifix fand nicht die Zustimmung der Gemeinde, es hängt heute in der Kreuzkirche in Büdelsdorf.